# واتر ولي (تكساس)
واتر ولي (بالإنجليزية: Water Valley, Texas)‏ هي unincorporated community of the United States of America تقع في الولايات المتحدة في مقاطعة توم غرين (تكساس).